# 鄭珏 (五代)
鄭珏（?—930年），鄭綮之侄孙。
其父鄭徽曾擔任河南尹张全义判官。鄭珏參加科舉數次不中，張全義跟鄭珏很熟，強行介入讓他中舉。歷官弘文馆校书、集贤校理，昭宗时，擔任监察御史。梁太祖即位，拜左补阙。长兴初年卒。赠司空。 

## 延伸阅读
[在维基数据编辑]
 《舊五代史·卷58》，出自薛居正《舊五代史》
 《新五代史/卷54》，出自歐陽修《新五代史》